# Mädchenschneider von Augsburg
Der Begriff Mädchenschneider von Augsburg bezeichnet eine Figur aus dem 19. Jahrhundert, die in der Augsburger Stadtgeschichte für Angst und Schrecken sorgte. Anders als zeitgenössische Serienmörder, wie etwa Jack the Ripper in London, führte sein Vorgehen – das Aufschlitzen von jungen Frauen – nicht zu Todesfällen, verursachte jedoch schwerwiegende Verletzungen und psychologischen Terror in der Bevölkerung.

## Biografische Eckdaten
Nach vorliegenden Quellen wird der Täter, der unter dem Pseudonym „Mädchenschneider“ firmierte, mit Karl Alois Joseph Bertle (auch Bertele genannt) in Verbindung gebracht. Bertle wurde am 22. Juli 1799 in Augsburg geboren und verstarb – laut Meldebogen – am 16. Juli 1885 im selben Ort. Er wuchs in einem Haushalt in der Kapuzinergasse auf, der ihm auch lange Jahre als Lebensmittelpunkt diente. Sein individueller Lebenswandel war von sozialen Rückzügen und melancholischer Zurückgezogenheit geprägt, was im späteren kriminalpsychologischen Gutachten Beachtung fand.

## Tathergang und Vorgehensweise
In den Augen der damaligen Öffentlichkeit tauchte der Täter meist in der Dämmerung auf – mit einem weiten Mantel und einer charakteristischen, ausladenden Mütze, die sein Gesicht verbarg. Er lauerte gezielt in abgelegenen Gassen auf junge Frauen, um sie in scheinbar alltäglichen Situationen anzusprechen. Dabei griff er gezielt physisch an: Mit einem scharfen Gegenstand, der ihm zur Hand ging, verschnitt er am Arm oder an den Händen der Opfer und – in einzelnen Fällen – kam es auch zu Würgegriffen. Anders als bei bekannten Serienmördern blieb es bei den Angriffen jedoch weitgehend bei Körperverletzungen, sodass keine der attackierten Frauen unmittelbar tödlich verletzt wurde. So sorgte der wiederholte Angriffsstil für weitreichende Angst und Misstrauen in der Bevölkerung.
Ein Fallbericht aus einer historischen Ausgabe des Augsburger Tagblatts aus dem Jahr 1832 beschreibt etwa den Überfall auf die 16-jährige Dienstmagd Karoline Eislin. Auf dem Heimweg wurde sie in einer engen Gasse angegriffen – der Täter sprang plötzlich herüber und fügte ihr am rechten Vorderarm eine etwa fingerlange Schnittwunde zu. Solche detaillierten Schilderungen vermittelten der Stadt ein Gefühl der ständigen Bedrohung.

## Ermittlungen und Justizverfahren
Im Zuge der zunehmenden Vorfälle im Januar 1832 sah sich der Magistrat der Stadt Augsburg gezwungen, ein Kopfgeld auszusetzen. Zunächst belief sich dieses auf 50 Gulden, wurde – angesichts weiterer Berichte und der Unfähigkeit, den Täter rasch zu fassen – später auf 100 Gulden erhöht. Trotz intensiver polizeilicher Maßnahmen kam es zu einem Justizirrtum, sodass im Rahmen von Ermittlungen ein Unschuldiger als Sündenbock in den Prozess einbezogen wurde. Die Ermittlungen führten schließlich zur Identifizierung des Tatverdächtigen Karl Bertle. In mehreren Untersuchungen, auch unter Hinzuziehung des Münchner Polizeiarztes Dr. Senger, wurde Bertles Zurechnungsfähigkeit diskutiert. Während dieser zunächst als „imputationsunfähig“ eingestuft wurde, bestätigte ein zusätzlich erstelltes Gutachten des Medicinalcomités, dass er – wenngleich nicht in vollem Maße – zurechnungsfähig war. Die kriminalrechtliche Bewertung stützte sich dabei vor allem auf zahlreiche Tatbestände der Körperverletzung. Insgesamt wurden im Zusammenhang mit Bertles Tathandlungen 19 Tatbestände, teils auch versuchte Körperverletzungen, ermittelt.
Am 29. Dezember 1839 verurteilte das Königliche Appellationsgericht für den Oberdonaukreis Karl Bertle zu einer vierjährigen Arbeitshausstrafe, die später wegen erkannten mildernden Umständen auf dreieinhalb Jahre herabgesetzt wurde. Die Strafe wurde im „Zucht- und Strafarbeitshaus in München“ vollstreckt, und Bertle wurde am 25. März 1842 – angesichts „thätlich bewiesener Besserung“ – begnadigt.

## Psychologische und gesellschaftliche Betrachtung
Die Taten des „Mädchenschneiders“ waren Ausdruck eines gestörten Wollustkomplexes. In zeitgenössischen Gutachten wurde festgestellt, dass Bertle nachts von der Idee träumte, Frauen mittels Schneiden vollkommene Lustbefriedigung zu verschaffen. Dieser psychologische Aspekt hob sich in seinen wiederholten Angriffen hervor und sorgte zusammen mit seinem auffällig unsozialen Verhalten – etwa dem völligen Rückzug von zwischenmenschlichen Beziehungen – für Unverständnis in der Bevölkerung.
Gleichzeitig führte das Auftreten dieses Täters zu weitreichenden gesellschaftlichen Verunsicherungen. Die wiederholten, teils öffentlich wahrgenommenen Übergriffe lösten in der Stadt eine massive Angstreaktion aus, die nicht nur zu einer verstärkten polizeilichen Präsenz, sondern auch zu zivilrechtlichen Schadenersatzforderungen der betroffenen Frauen führte. Die Justiz verfolgte jeden Vorfall akribisch, wobei selbst Verletzungen, die zunächst als verjährt gegolten hätten, in einer Gesamtbetrachtung der Tatreihe zur rechtlichen Aufarbeitung führten.

## Spätere Lebensstationen und Nachwirkungen
Neben der strafrechtlichen Verfolgung zeichnete sich auch Bertles späteres Leben durch auffällige Ereignisse ab. So wurde 1843 berichtet, dass er in der Öffentlichkeit erneut mit einem schneidenden Instrument anzutreffen war – obwohl sein bisheriges Verhalten als tadellos gewertet wurde und keine weiteren strafrechtlichen Maßnahmen folgten. Im September 1883 unternahm der mittlerweile greise und verarmte Bertle einen erfolglosen Selbstmordversuch im Holzbach. Letztlich schloss sich der Lebenskreis eines Täters, der über Jahrzehnte hinweg Unheil in der Stadt gestiftet hatte, im Jahr 1885. Sein Fall liefert neben den Details seiner eigenen Lebensgeschichte auch Einblicke in die kriminalhistorische Entwicklung und Justizpraxis des 19. Jahrhunderts in Augsburg.